# شيرنغي
شيرنغي هي بلدية فرنسية في إقليم مايوت الخارجي في المحيط الهندي.